# الرفع والضرب (حرب البوسنة والهرسك)
الرفع والضرب كان اسم سياسة مقترحة من قبل إدارة بيل كلينتون في عام 1993 في محاولة لتحسين فرص التوصل إلى تسوية سياسية في حرب البوسنة والهرسك. لم يتم تفعيله أبدا لأن المعارضة الهائلة في أوروبا والولايات المتحدة قتلت الاقتراح وحتى كلينتون غير رأيه.
كانت الفكرة هي «رفع» حظر توريد الأسلحة الذي تفرضه الأمم المتحدة على كلا الجانبين لتزويد البوسنيين المسلحين بشكل سيئ (مسلمو البوسنة) بأسلحة أمريكية حديثة ذات قوة عالية وبالتالي موازنة الصراع. إذا حاول صرب البوسنة والهرسك وقف هذه الخطوة فإن القوات الجوية الأمريكية وبحرية الولايات المتحدة ستضربهم بشدة.
تم اقتراح هذه السياسة في البداية أثناء رئاسة جورج بوش الأب في صيف عام 1992 من قبل الرئيس البوسني علي عزت بيغوفيتش وتبناها لاحقا العديد من أعضاء مجلس الشيوخ الأمريكي بما في ذلك جو بايدن. بعد معارضة السياسة في البداية تبناها بيل كلينتون كجزء من برنامج حملته الرئاسية عام 1992 في محاولة منه لإبعاد نفسه عن بوش فيما يتعلق بالسياسة الخارجية.
بعد انتخاب كلينتون أرسل وزير الخارجية المعين حديثا وارن كريستوفر لزيارة الحكومات الأوروبية في مايو 1993 في محاولة لإقناعهم بدعم الاستراتيجية واجه كريستوفر رفضا شديدا من المملكة المتحدة وفرنسا وألمانيا وإيطاليا وروسيا. قال رئيس الوزراء البريطاني جون ميجر لكريستوفر إن حكومته ستسقط إذا حاول رفع الحظر. قال الرئيس الفرنسي فرنسوا ميتران إن الصرب سينتقمون من القوات الفرنسية في قوة الحماية التابعة للأمم المتحدة. اعتقد الرئيس الروسي بوريس يلتسن أن مفاوضات السلام كانت على شفا التسوية ولذا لا ينبغي مقاطعتها. وبالمثل كانت ألمانيا وإيطاليا معارضتين للفكرة.
عندما عاد كريستوفر إلى واشنطن العاصمة اكتشف أن الدعم الأمريكي قد تبخر أيضا وأن عمليات الرفع والضرب ماتت. لا يزال الرأي العام الأمريكي يتشكل من خلال متلازمة فيتنام ضد الحروب التي لا نهاية لها والذكريات القبيحة لمستنقع فيتنام. لا أحد يمكن أن يكون واثقا من أن المشاركة الأعمق للقوات الأمريكية ستؤدي إلى نهاية سريعة وناجحة.
في عام 1994 دعا الكونجرس الأمريكي إلى رفع حظر الأسلحة لكن كلينتون عارض الفكرة الآن. وقد دعت العديد من الشخصيات السياسية الهامة إلى التدخل العسكري بما في ذلك السناتور الأمريكي بوب دول ورئيسة الوزراء البريطانية السابقة مارغريت ثاتشر.
انتهى الصراع أخيرا في عام 1995 بموجب اتفاقية دايتون بعد قصف الناتو لمواقع جيش جمهورية صرب البوسنة.

## الخلفية
في بداية حروب يوغوسلافيا أصدر مجلس الأمن التابع للأمم المتحدة القرار رقم 713 في 25 سبتمبر 1991. وفرض القرار حظرا دوليا على الأسلحة على جميع الأراضي اليوغوسلافية في محاولة لمنع تصعيد العنف. عندما فُرض الحظر كان جيش يوغوسلافيا الشعبي فقط الذي يُعتقد أنه محايد لديه إمدادات كبيرة من الأسلحة الثقيلة. ومع ذلك مع تقدم الصراع سقط جيش يوغوسلافيا الشعبي تحت سيطرة الصرب. نتيجة لذلك ورثت القوات الصربية من صربيا وجمهورية صرب البوسنة وجمهورية كرايينا الصربية مخزونات كبيرة من الأسلحة من جيش يوغوسلافيا الشعبي تاركة كرواتيا والبوسنة والهرسك تكافحان مع ما استولوا عليه خلال معركة الثكنات أو تم تهريبه في ظل ظروف صعبة. وهكذا فإن حظر الأسلحة «رسخ عدم التوازن في الأسلحة» بين أطراف النزاع. ردا على الوضع غير المستوي وجه الرئيس البوسني عزت بيغوفيتش والحكومة البوسنية دعوات متكررة لرفع حظر الأسلحة حتى يتمكنوا من تسليح القوات المسلحة للبوسنة والهرسك لمقاومة الصرب. كما زعم عزت بيغوفيتش وغيره من السياسيين البوسنيين أن الحظر كان انتهاكا غير قانوني لحق البوسنة والهرسك في الدفاع عن النفس بموجب المادة 51 من ميثاق الأمم المتحدة.

## انتشار الفكرة
ابتداء من عام 1992 بدأ عدد من خبراء السياسة الخارجية والسياسيين في الولايات المتحدة في تقبل فكرة رفع حظر الأسلحة كما دعا البعض إلى شن ضربات جوية ضد الصرب حيث كان يُنظر إليهم على أنهم المعتدون الرئيسيون. في يوليو 1992 تبنى بيل كلينتون فكرة الرفع والضرب كجزء من دعوته لـ «قيادة حقيقية» في البوسنة والهرسك في محاولة لتقوية برنامج سياسته الخارجية. بينما كان يُنظر إلى الرئيس بوش على أنه خبير في السياسة الخارجية حدد فريق كلينتون البوسنة والهرسك باعتبارها إحدى نقاط ضعفه. كلينتون «دعا السيد بوش إلى الحصول على إذن من الأمم المتحدة لقصف انتقائي لأهداف صربية في البوسنة والهرسك» وألقى خطابا قويا حول الأزمة البوسنية. في أوائل أغسطس ردا على نقاش في الكونجرس أعلن كلينتون أنه يؤيد «رفع حظر الأسلحة عن جمهوريات يوغوسلافيا السابقة البوسنة والهرسك وكرواتيا».
خلال أغسطس 1992 بدأت فكرة «الرفع والضرب» تنتشر في الصحافة. اقترحت ليزلي إتش غيلب مراسلة نيويورك تايمز أن المسؤولين الأمريكيين قد «يهددون بضربات جوية ضد أهداف في صربيا... ويهددون بتسليح المسلمين العزل فعليا... لثني صربيا عن نشر سياسة التطهير العرقي». أيضا في أواخر أغسطس التقى السناتور الأمريكي جورج ميتشل مع عزت بيغوفيتش وأخبر المراسلين في وقت لاحق «أن عزت بيغوفيتش قدم حجة قوية للغاية مفادها أن حظر الأسلحة الذي يجمد الخلل العسكري المطبق غير عادل بطبيعته».
بلغ الدعم المتزايد للفكرة ذروته في قرار مجلس الشيوخ رقم 341 في 16 سبتمبر 1992 والذي دعا الرئيس إلى إنهاء حظر توريد الأسلحة.